# Cratere Theophanes
Theophanes  è un cratere sulla superficie di Mercurio.